# 萨尼亚克 (阿尔代什省)
萨尼亚克（法語：Sanilhac，法語發音：[sanijak]）是法国阿尔代什省的一个市镇，位于该省南部，属于拉让蒂耶尔区。

## 地理
萨尼亚克（44°32'9"N, 4°15'0"E）面积20.95 平方千米，位于法国奥弗涅-罗讷-阿尔卑斯大区阿尔代什省，该省份为法国东南部内陆省份，北起顺时针与卢瓦尔省、伊泽尔省、德龙省、沃克吕兹省、加尔省、洛泽尔省和上盧瓦爾省接壤。
与萨尼亚克接壤的市镇（或旧市镇、城区）包括：博蒙、若阿纳、拉让蒂耶尔、维瓦赖地区洛拉克、蒙雷阿勒、里布、罗克勒、罗西耶尔、托里耶、韦尔农。
萨尼亚克的时区为UTC+01:00、UTC+02:00（夏令时）。

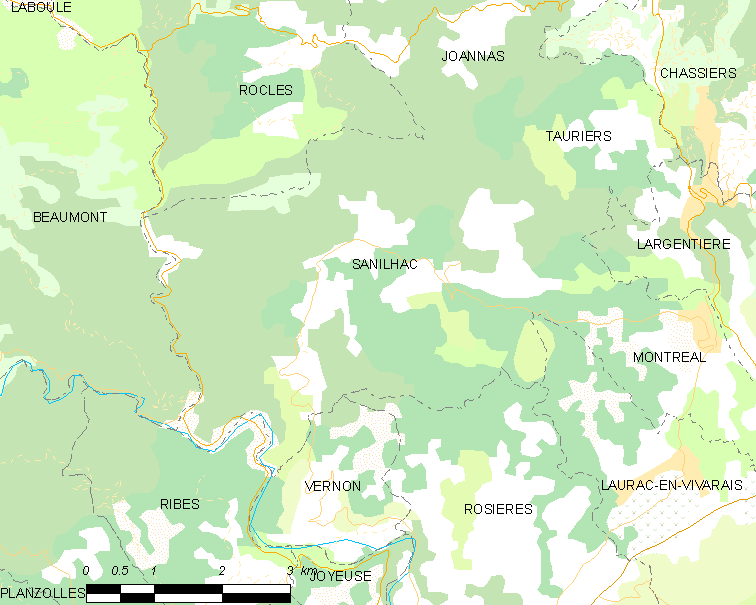
萨尼亚克的OSM定位图

## 行政
萨尼亚克的邮政编码为07110，INSEE市镇编码为07307。

## 政治
萨尼亚克所属的省级选区为瓦隆蓬达尔克县。

## 人口

1962-2008年间萨尼亚克人口变化图示

萨尼亚克于2022年1月1日时的人口数量为444人。